# Aceria anthocoptes
Aceria anthocoptes je druh vlnovníka, tedy drobného roztoče patřícího do čeledi vlnovníkovití (Eriophyidae).

## Popis
Samice jsou zhruba peckovitého tvaru těla a v barvě se liší podle fáze jejich vývoje. Jak nymfy, tak dospělí jedinci se mohou objevovat bílí, snědí, růžoví či žlutí. Na délku mají přibližně 170 µm a na šířku kolem 65 µm – lidským okem jsou na hranici viditelnosti. Chelicery jsou tvarem rovnější a dorůstají délky jen 20 µm.

## Výskyt

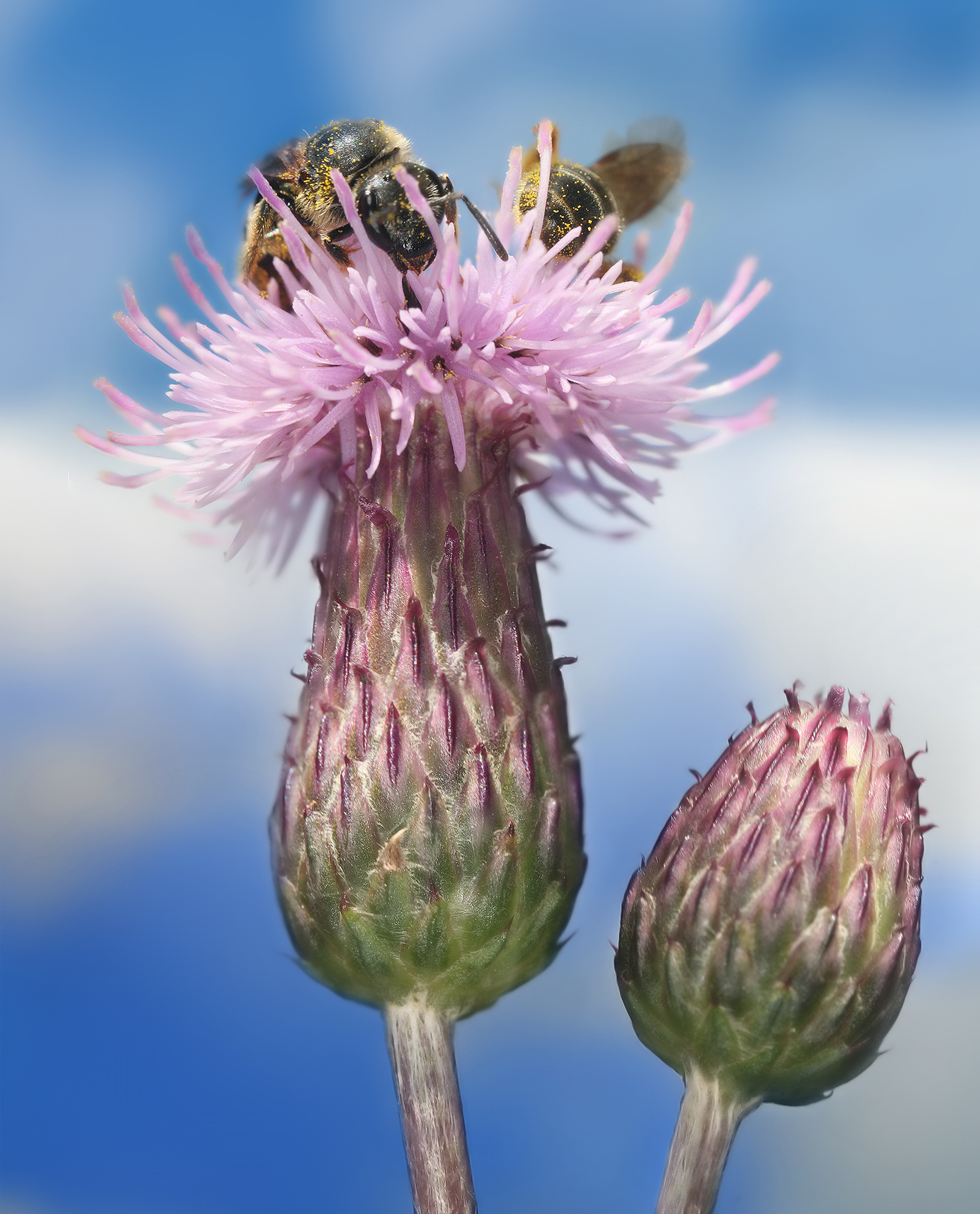
Pcháč rolní.

Často žijí na pcháčích rolních a jsou považovány za biologický faktor působící proti přemnožení tohoto plevelného druhu rostlin. Žije volně (tedy bez hostitele) a je to jediný druh vlnovníků, který byl na pcháčích rolních nalezen.
Hálčivec se vyskytuje v několika zemích Evropy a Severní Ameriky. K roku 2001 byl nalezen v 21 zemích.

## Životní cyklus
Tito roztoči se do roka několikrát rozmnoží. Přezimují pravděpodobně na kořenech rostlin. Zimu tráví jako dospělé oplodněné samice, zůstávají pod vnějšími okvětními listy bodláků či pcháčů a probouzejí se až na jaře. Soustavně se množí od jara do podzimu, vytvářejíce další pokolení každé dva až tři týdny.

## Potrava
Tento roztoč se živí tím, že vysává obsah listových buněk některých druhů bodláků. Ve velkém množství dokáží poškodit jejich mezofylová pletiva do té míry, že se rostlina zdeformuje, barevně „zreziví“ a nakonec uschne. Proto je považován za přirozenou obranu proti nadměrnému šíření invazivních druhů bodláků, které jsou v zemědělství považovány za plevely.